# Joseph Plateau
Pour les articles homonymes, voir Plateau.
Joseph Antoine Ferdinand Plateau, né le 14 octobre 1801 à Bruxelles (alors en France) et mort le 15 septembre 1883 à Gand (Belgique), est un physicien et mathématicien belge, à l'origine du phénakistiscope qui permet la synthèse du mouvement.

## Biographie

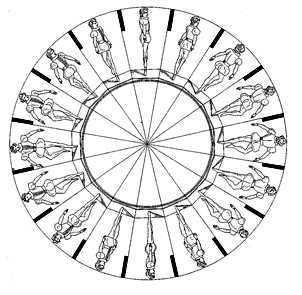
Disque de phénakistiscope.

Son père, l'artiste-peintre Antoine Plateau, qui voulait faire de son fils un artiste, l'envoie à l'académie de dessin. Orphelin à 14 ans, pris en charge par son oncle, il retourne dans l'enseignement général et poursuit ses études à l'Athénée royal de Bruxelles. En 1822, il entre à l'université de Liège. Il en sort docteur en physique et mathématique en 1829. Il est nommé professeur de physique expérimentale à l'Université de Gand en 1835.

Disque de phénakistiscope, animé. Ce disque a été réalisé par Joseph Plateau en 1833.

Célèbre pour ses recherches sur la persistance rétinienne, il invente le phénakistiscope en 1832 et en tire des règles qui serviront de base à l'invention du cinéma. Ce « joujou scientifique » permet la synthèse d'un mouvement cyclique à partir d'une série de dessins disposés sur un disque percé de fentes. Certaines animations de ces disques ont été conçues par le peintre belge Jean-Baptiste Madou. En 1836, il présente l'anorthoscope, qui permet de reconstituer une image fixe par superposition de deux images en mouvement, découverte qu'il décrit comme « une espèce toute nouvelle d'anamorphoses ». 
Ses expérimentations sur la persistance rétinienne sont supposées, par lui-même notamment, être la cause de sa perte de la vision : au cours de l'été 1829, il se force à fixer le soleil à l'œil nu durant 25 secondes pour en analyser les conséquences physiques. La rétine brûlée, il ne retrouve la vue qu'après plusieurs jours, et deviendra définitivement aveugle quatorze ans plus tard, en 1843. Il est possible néanmoins que son état soit dû à une uvéite plus classique.
Il étudie également les phénomènes de capillarité et de tension superficielle, tirant de ses observations sur les films de savon les conditions de Plateau qui s'appliquent aux surfaces minimales (voir l'article Problème de Plateau).

## Notoriété
Depuis février 2009, une salle porte son nom au musée du cinéma de Bruxelles. L'astéroïde (11966) Plateau a également été nommé en son honneur.

## Cinéma
- Préhistoire du cinéma (1959) d'Émile Degelin
- Joseph Plateau, théoricien de l'animation, documentaire de Pierre Levie, 1978, 12 minutes